# Liste der Monuments historiques in Boulogne-la-Grasse
Die Liste der Monuments historiques in Boulogne-la-Grasse führt die Monuments historiques in der französischen Gemeinde Boulogne-la-Grasse auf.

## Liste der Objekte
| Bezeichnung                | Beschreibung                             | Standort                        | Kennzeichnung | Schutzstatus | Datum | Bild |
| -------------------------- | ---------------------------------------- | ------------------------------- | ------------- | ------------ | ----- | ---- |
| Skulptur Madonna mit Kind  | Eichenholz, 16. Jahrhundert (?)          | in der Kirche Notre-Dame (Lage) | PM60000370    | Classé       | 1925  |      |
| Skulptur Christus am Kreuz | Holz, polychrom gefasst, 15. Jahrhundert | in der Kirche Notre-Dame (Lage) | PM60005208    | Inscrit      | 2017  |      |
| Skulptur Christus am Kreuz | Holz, polychrom gefasst, 15. Jahrhundert | in der Kirche Notre-Dame (Lage) | PM60005291    | Inscrit      | 2017  |      |